# Belkacem Hadjadj
Belkacem Hadjadj (àrab: بلقاسم حجاج, Bi-l-Qāsim Ḥajjāj) (Tiguemounine, Cabília, Algèria, 1950) és un actor, cineasta, productor de cinema i realitzador algerià.

## Biografia
Després d'estudiar literatura, es va orientar cap a la cinematografia.
Va marxar a Europa a principis dels anys 1970; i, es va instal·lar a Bèlgica, després d'haver estudiat cinema a l'Institut national supérieur des arts du spectacle et des techniques de diffusion (INSAS) de Brussel·les on va obtenir la seva llicenciatura en direcció de cinema, el 1977. Va treballar per a la Radio télévision belge francophone (RTBF) fins a 1978. Abans de tornar a Algèria, defensa una tesi doctoral sobre oralitat i imatge sota la direcció de Jean Rouch per la Universitat de París X Oest Nanterre La Défense.
De tornada a Algèria, treballa per a la Ràdio Televisió Pública Algeriana (RTA). En 1982 realitza el seu primer curtmetratge, La Goutte (‘La Gota’), primer premi al Festival internacional de cinema d'Amiens de 1982, seguit de quatre telefilms, Le Bouchon, ‘El Tap’ (1980), Bouziane-el-Kalaï (1983), premi Venezia Genti al Festival Internacional de Cinema de Venècia de 1984, Djillali-El-Gataa (1984), i El-Khamsa (1988).
De 1985 a 1991, va ensenyar cinema a l'Institut Nacional de Ciències de la Informació i la Comunicació (INSIC) d'Alger. I, de 1994 a 2000, va residir un cert temps a Brussel·les, sense deixar de filmar. Va crear la seva pròpia companyia, Machaho Production, a finals dels 1990, ampliant la seva paleta artística, ja que també és actor i guionista.
En 1995, ell produeix i realitza el seu primer llargmetratge, Machaho, que seria seguit pel seu segon llargmetratge, El Manara, seleccionat en la competència oficial en Festival internacional de Cartago de 2004 i en el Festival Panafricà de Cinema i Televisió d'Ouagadougou (Fespaco) de 2005. Va produir i va dirigir dos documentals L'Arc-en-ciel éclaté (1998) i Une femme taxi à Sidi Bel Abbès(2001, transmès en el canal Arte), dues sèries per la Televisió Algeriana Taxi El Majnoun (una sèrie humorística televisiva, difosa durant el Ramadà de 2005) i Hakda wala Ktar.
Va produir el documental Mémoire des Montagnes, realitzat per A. Fellag, i la telenovel·la El Ghaieb, realitzada per D. Ouzid. El 2007, va assegurar la producció del llargmetratge de cinema Le Crépuscule des Hommes bleus, dirigit per B. Tsaki, i el documental Joue à l'Ombre, dirigit per M.L. Tati. El 2008, va presidir el jurat del Festival de Cinema Amazig, a Sétif.
En 2014, va realitzar un llargmetratge històric sobre una de les grans figures històriques de la resistència algeriana contra la colonització francesa, Fadhma N'Soumer (1830-1863). El paper d'aquesta heroïna de les muntanyes Djurdjura va ser encarnat per la actriu franco-libanesa Laetitia Eido.
També ha treballat com a productor en el primer musical muntat a Algèria, sota la direcció de Dahmane Ouzid.

## Honors
Des de 2007, ha estat elegit president d'ARPA (Associació Algeriana de Directors Algerians Professionals).

## Filmografia

### Director
- 1980: Le Bouchon
- 1982: La Goutte
- 1983: Bouziane-el-Kalaï
- 1984: Djillali-El-Gataa
- 1988: El-Khamsa
- 1995: Machaho
- 1998: L'Arc-en-ciel éclaté
- 2001: Une femme taxi à Sidi Bel Abbès
- 2004: El Manara
- 2000: Taxi El Majnoun
- 2006: Hakda wala Ktar
- 2014: Fadhma N'Soumer

### Actor
- 2019: Jennia d'Abdelkrim Bahloul

### Productor
- Mémoire des Montagnes, dirigit per A. Fellag
- El Ghaieb, dirigit per D. Ouzid
- Le Crépuscule des Hommes bleus, dirigit per B. Tsaki
- Joue à l'Ombre, dirigit per M. L. Tati
- Papicha, dirigit per M. Meddour (2019)